# برکن (هسن)
شهر برکن در ایالت هسن در کشور آلمان واقع شده است.